# Johannes Steen
Johannes Steen (Oslo, 22 luglio 1827 – Voss, 1º aprile 1906) è stato un politico norvegese.
Fu primo ministro della Norvegia dal 1891 al 1893 e dal 1898 al 1902.